# Trochulus clandestinus
Trochulus clandestinus is een slakkensoort uit de familie van de Hygromiidae. De wetenschappelijke naam van de soort is voor het eerst geldig gepubliceerd in 1821 door W. Hartmann.